# Eduard Schumann
Johannes Hermann Eduard Schumann (* 16. Juni 1844 in Schönfließ, Kreis Rastenburg, Ostpreußen; † 26. Dezember 1914 in Zoppot, Westpreußen) war ein deutscher Gymnasiallehrer und Naturforscher.

## Leben
Eduard Schumann, Sohn des Pfarrers Hermann Schumann, besuchte die Herzog-Albrechts-Schule (Rastenburg). Nach dem  Abitur immatrikulierte er sich zum Wintersemester 1863/64 für Mathematik und Physik an der Albertus-Universität Königsberg. Wie von jeher viele Absolventen seiner Schule wurde er im Corps Masovia aktiv. Sein Lehrer war Franz Ernst Neumann. Nach dem Staatsexamen war er zunächst Hilfslehrer am Altstädtischen Gymnasium in Königsberg. Ab 1868 war er Lehrer am Realgymnasium St. Johann in Danzig und unterrichtete Mathematik und Physik. 1882 wurde Schumann zum Oberlehrer befördert, 1893 zum Gymnasialprofessor ernannt; 1909 wurde er pensioniert.
Eduard Schumann beschäftigte sich wissenschaftlich mit der Geschichte der Naturwissenschaften. So publizierte er die ersten Biographien des Physikers und Danziger Bürgermeisters Daniel Gralath d. Ä. (1887) und des Mathematikers Johann Friedrich Wilhelm Gronau (1888). 1893 veröffentlichte er die Geschichte der Naturforschenden Gesellschaft in Danzig, ein für Geschichte der Wissenschaften in Danzig bis heute wichtiges Werk. Jahrzehntelang erforschte Schumann die Molluskenfauna von Danzig und Westpreußen und publizierte darüber (1881, 1887, 1905). Weitere seiner Veröffentlichungen galten der Geschichte seiner Schule (1899, 1901).

## Schriften
- Die Rotation der Erde. Mathematische Abhandlung. Danzig 1874 (Digitalisat bei der ULB Düsseldorf).
- Die Binnen-Mollusken der Umgebung von Danzig. In: Schriften der Naturforschenden Gesellschaft in Danzig N.F. Bd. 5, 1–2, 1881, S. 321–330.
- Zur Kenntniss der Weichthiere Westpreussens.In: Schriften der Naturforschenden Gesellschaft in Danzig N.F. Bd. 6, 4, 1887, S. 159–167.
- Der Bürgermeister Daniel Gralath, der Stifter der Naturhistorischen Gesellschaft in Danzig. In: Schriften der Naturforschenden Gesellschaft in Danzig N.F. Bd. 6, 4, 1887, S. 192–205 (Digitalisat bei archive.org).
- Prof. Dr. Joh. Friedrich Wilhelm Gronau, von 1830–1873 erster Mathematikus an der Schule zu St. Johann. Sein Leben und seine Verdienste um die Wissenschaft. Danzig 1888 (Digitalisat bei der ULB Düsseldorf).
- Geschichte der Naturforschenden Gesellschaft in Danzig 1743–1892 (= Schriften der Naturforschenden Gesellschaft in Danzig N.F. Bd. 8, 2). Danzig, Leipzig 1893 (Digitalisat bei archive.org).
- Zur Geschichte des Realgymnasiums St. Johann von 1824–1848. Danzig 1899 (Digitalisat bei der ULB Düsseldorf).
- Zur Geschichte des Realgymnasiums St. Johann von 1849–1900. Danzig 1901 (Digitalisat bei der ULB Düsseldorf).
- Verzeichnis der Weichtiere der Provinz Westpreußen. In: Bericht des Westpreußischen Botanisch-Zoologischen Vereins 26/27, 1905, S. 26–42.

## Auszeichnungen
- Roter Adlerorden IV. Klasse
- Königlicher Kronen-Orden (Preußen) III. Klasse